# Juan José Segura-Sampedro
Juan José Segura-Sampedro (1985) és un cirurgià i investigador de l'Hospital Universitari Son Espases (Mallorca) i professor associat de cirurgia a la Universitat de les Illes Balears i a la universitat TECH. És conegut a nivell internacional per la seva recerca en politraumatitzats, centrat en el fenomen del balconing i les campanyes de prevenció en col·laboració amb el Ministeri d'Afers Exteriors britànic.

## Cirurgia oncològica i innovació
El Dr. Segura va desenvolupar la seva investigació com a part del grup d'investigació "Cirugía avanzada y trasplante, terapia celular y bioingeniería aplicada a la cirugía" de l'Institut de Biomedicina de Sevilla (IBiS). Allí, va centrar la seva investigació en biomaterials basats en alginat i factors de creixement per a la regeneració de teixits, el seu treball en aquest camp, utilitzant plasma rico en plaques en fístula anal, li va atorgar el doctorat cum laude de la Universitat de Sevilla en 2016.
A l'Hospital Universitari Son Espases, la seva investigació es va centrar en la cirurgia oncològica (cirugía citorreductora de la carcinomatosi peritoneal e HIPEC).
Ha desenvolupat i patentat una aplicació per al seguiment dels pacients quirúrgics i un nou sistema per controlar l'hemorràgia hepàtica després d'un traumatisme.
Té un índex de Hirsch de 31i ha publicat més de 130 articles d'investigació en revistes d'investigació amb revisió per parells.

## Reconeixements i mèrits
El 2018 va ser guardonat amb la Medalla de Mèrit de la Policia de Calvià, per la seva destacada contribució a millorar la seguretat dels visitants amb les seves investigacions i campanyes contra el turisme incívic a Calvià.
Va ser un dels científics espanyols convidats a la Cimera de la Universitat de la Singularitat a Espanya a causa dels seus avenços en el seguiment telemàtic per a pacients quirúrgics.
El 2019 va ser guardonat amb el premi d'investigació "Mateu Orfila" del Col·legi Oficial de Metges de Balears pel seu treball d'investigació sobre la morbilitat associada a la transfusió i resecció hepàtica durant la cirurgia citoreductora i la HIPEC. Li va ser atorgat el premi d'investigació 2019 de l'Acadèmia Mèdica Balear pel seu treball sobre la teràpia guiada per objectius en cirurgia citoreductora amb quimioteràpia intraperitoneal hipertèrmica. El 2020 va obtenir el premi d'investigació "Metge Matas" del Col·legi Oficial de Metges de Balears pel seu treball d'investigació sobre un nou dispositiu "per al tractament del traumatisme hepàtic grau IV-V en model porcí". De nou, l'any 2022 va tornar a ser guardonat amb el premi "Metge Matas" pel seu estudi sobre reseccions diafragmàtiques en el context de carcinomatosi peritoneal.
Va ser fundador i editor actual de la revista acadèmica Annals of Mediterranean Surgery, és editor associat de les revistes Frontiers in Surgery28 i Frontiers in Oncology28 i editor convidat de la revista Cancers.29
És membre del comitè de la Societat Europea d'Oncologia Quirúrgica (ESSO)30 i de la Societat Espanyola d'Oncologia Quirúrgica (SEOQ)31, així com membre del Capítol espanyol de la Societat Mundial de Cirurgia d'Emergències.32

El 2021 la reina Isabel II li va concedir la medalla de la Ordre de l'Imperi Britànic33 pel seu treball d'investigació i prevenció contra els traumatismes relacionats amb el consum d'alcohol.

## Honors
A 2018 fou guardonat amb s'Ordre des Merit policiá a Calviá, per la seva destacada contribució a sa millora de la seguretat dels visitants amb ses seves recerques i campanyes contra es turisme incívic.
A 2021 sa reina Isabel II li va concedre s'Ordre de l'Imperi Británic per la seva feina de recerca i prevenció des traumatismes relacionats amb el consum d'alcohol.